# Torneo Provincial de Fútbol 2019 (Catamarca)
El Torneo Provincial 2019 fue la trigésima primera edición del torneo de clubes más importante de la provincia, organizado por la Federación Catamarqueña de Fútbol.
En total participaron 2 equipos de 6 ligas afiliadas a la Federación, en las que se encuentran: Belén, Fiambalá, Recreo, Santa María, Santa Rosa y Tinogasta; Valle Viejo y Andalgalá desistieron de participar debido a que el torneo no otorgaría una plaza al Torneo Regional Federal Amateur.
Consagró campeón al Club Unión Sportiva de Recreo, que obtuvo su segundo título en la competencia, luego de 17 años.

## Formato

### Primera fase
- Se confeccionaron 3 zonas de 4 equipos, distribuidos por cercanía geográfica.
- Se jugará con el sistema de todos contra todos.
- Clasifican a cuartos de final el primero y segundo de cada grupo, más los dos mejores terceros.

### Segunda fase
- Los cuartos de final serán definidos mediante sorteo.
- La segunda fase arrancará a partir de los cuartos de final hasta la final; serán partidos eliminatorios de ida y vuelta.
- En caso de seguir igualados en el global, se recurrirá a la definición desde los penales.

## Equipos participantes
| Zona | Equipo                                      | Ciudad           | Departamento | Liga de origen                   |
| ---- | ------------------------------------------- | ---------------- | ------------ | -------------------------------- |
| 1    | Club Social, Cultura y Deportivo Racing 250 | Belén            | Belén        | Liga Belenista                   |
| 1    | Club Tiro Federal de Belén                  | Belén            | Belén        | Liga Belenista                   |
| 1    | Club Atlético San Isidro                    | Loro Huasi       | Santa María  | Liga Santamariana                |
| 1    | Club Deportivo Unión Calchaquí              | Santa María      | Santa María  | Liga Santamariana                |
| 2    | Club Atlético y Deportivo Tinogasta Central | Tinogasta        | Tinogasta    | Liga Tinogasteña                 |
| 2    | Club Deportivo y Cultural Juventud Unida    | Tinogasta        | Tinogasta    | Liga Tinogasteña                 |
| 2    | Club Deportivo El Zonda                     | Fiambalá         | Tinogasta    | Liga Fiambalense                 |
| 2    | Club Social y Deportivo Talleres            | Fiambalá         | Tinogasta    | Liga Fiambalense                 |
| 3    | Club Atlético Juventud Unida                | Bañado de Ovanta | Santa Rosa   | Liga del Departamento Santa Rosa |
| 3    | Club Deportivo Alijilán                     | Alijilán         | Santa Rosa   | Liga del Departamento Santa Rosa |
| 3    | Club Atlético San Lorenzo de Recreo         | Recreo           | La Paz       | Liga Departamental de Recreo     |
| 3    | Club Unión Sportiva                         | Recreo           | La Paz       | Liga Departamental de Recreo     |

### Distribución geográfica
| Departamento | Cant. | Equipos                                                            |
| ------------ | ----- | ------------------------------------------------------------------ |
| Tinogasta    | 4     | - El Zonda - Juventud Unida (T) - Talleres (F) - Tinogasta Central |
| Belén        | 2     | - Racing 250 - Tiro Federal                                        |
| La Paz       | 2     | - San Lorenzo de Recreo - Unión Sportiva                           |
| Santa María  | 2     | - San Isidro - Unión Calchaquí                                     |
| Santa Rosa   | 2     | - Deportivo Alijilán - Juventud Unida (BdO)                        |
| Total        | 12    |                                                                    |

## Primera fase

### Zona 1

#### Tabla de posiciones
| Pos. | Equipo                        | Pts. | PJ | PG | PE | PP | GF | GC | Dif. |
| ---- | ----------------------------- | ---- | -- | -- | -- | -- | -- | -- | ---- |
| 1.º  | San Isidro (Loro Huasi)       | 12   | 6  | 3  | 3  | 0  | 9  | 6  | 3    |
| 2.º  | Unión Calchaquí (Santa María) | 11   | 6  | 3  | 2  | 1  | 9  | 7  | 2    |
| 3.º  | Racing 250 (Belén)            | 6    | 6  | 1  | 3  | 2  | 10 | 11 | −1   |
| 4.º  | Tiro Federal de Belén         | 2    | 6  | 0  | 2  | 4  | 5  | 9  | −4   |

|  | Clasificaron a cuartos de final |

#### Resultados
| Tiro Federal    | 0 - 1 | San Isidro |
| Unión Calchaquí | 3 - 2 | Racing     |

| Racing     | 0 - 0 | Tiro Federal    |
| San Isidro | 1 - 0 | Unión Calchaquí |

| Unión Calchaquí | 1 - 0 | Tiro Federal |
| Racing          | 1 - 2 | San Isidro   |

| San Isidro | 1 - 1 | Tiro Federal    |
| Racing     | 1 - 1 | Unión Calchaquí |

| Tiro Federal    | 3 - 4 | Racing     |
| Unión Calchaquí | 2 - 2 | San Isidro |

| Tiro Federal | 1 - 2 | Unión Calchaquí |
| San Isidro   | 2 - 2 | Racing          |

### Zona 2

#### Tabla de posiciones
| Pos. | Equipo                     | Pts. | PJ | PG | PE | PP | GF | GC | Dif. |
| ---- | -------------------------- | ---- | -- | -- | -- | -- | -- | -- | ---- |
| 1.º  | Juventud Unida (Tinogasta) | 13   | 6  | 4  | 1  | 1  | 10 | 4  | 6    |
| 2.º  | Tinogasta Central          | 11   | 6  | 3  | 2  | 1  | 16 | 11 | 5    |
| 3.º  | El Zonda (Fiambalá)        | 9    | 6  | 3  | 0  | 3  | 10 | 14 | −4   |
| 4.º  | Talleres (Fiambalá)        | 1    | 6  | 0  | 1  | 5  | 12 | 19 | −7   |

|  | Clasificaron a Cuartos de final |

#### Resultados
| Tinogasta Central | 5 - 2 | El Zonda           |
| Talleres          | 2 - 4 | Juventud Unida (T) |

| Juventud Unida (T) | 0 - 0 | Tinogasta Central |
| El Zonda           | 2 - 1 | Talleres          |

| Tinogasta Central | 4 - 3 | Talleres           |
| El Zonda          | 1 - 0 | Juventud Unida (T) |

| El Zonda           | 1 - 3 | Tinogasta Central |
| Juventud Unida (T) | 2 - 0 | Talleres          |

| Tinogasta Central | 0 - 1 | Juventud Unida (T) |
| Talleres          | 2 - 3 | El Zonda           |

| Talleres           | 4 - 4 | Tinogasta Central |
| Juventud Unida (T) | 3 - 1 | El Zonda          |

### Grupo 3

#### Tabla de posiciones
| Pos. | Equipo                            | Pts. | PJ | PG | PE | PP | GF | GC | Dif. |
| ---- | --------------------------------- | ---- | -- | -- | -- | -- | -- | -- | ---- |
| 1.º  | Juventud Unida (Bañado de Ovanta) | 11   | 6  | 3  | 2  | 1  | 13 | 7  | 6    |
| 2.º  | Unión Sportiva (Recreo)           | 11   | 6  | 3  | 2  | 1  | 9  | 6  | 3    |
| 3.º  | Deportivo Alijilán                | 8    | 6  | 2  | 2  | 2  | 7  | 6  | 1    |
| 4.º  | San Lorenzo de Recreo             | 3    | 6  | 1  | 0  | 5  | 4  | 14 | −10  |

|  | Clasificaron a Cuartos de final |

#### Resultados
| Unión Sportiva     | 2 - 1 | Juventud Unida (SR) |
| Deportivo Alijilán | 2 - 0 | San Lorenzo         |

| San Lorenzo         | 0 - 3 | Unión Sportiva     |
| Juventud Unida (SR) | 1 - 0 | Deportivo Alijilán |

| Deportivo Alijilán | 2 - 0 | Unión Sportiva      |
| San Lorenzo        | 0 - 1 | Juventud Unida (SR) |

| Juventud Unida (SR) | 2 - 2 | Unión Sportiva     |
| San Lorenzo         | 2 - 0 | Deportivo Alijilán |

| Unión Sportiva     | 1 - 0 | San Lorenzo         |
| Deportivo Alijilán | 2 - 2 | Juventud Unida (SR) |

| Unión Sportiva      | 1 - 1 | Deportivo Alijilán |
| Juventud Unida (SR) | 7 - 2 | San Lorenzo        |

## Mejores terceros
Entre los equipos que finalizaron en el tercer lugar de sus respectivos grupos, los dos mejores avanzaron a cuartos de final.
| Selección           | Grupo | Pts. | PJ | PG | PE | PP | GF | GC | Dif. |
| ------------------- | ----- | ---- | -- | -- | -- | -- | -- | -- | ---- |
| El Zonda (Fiambalá) | 2     | 9    | 6  | 3  | 0  | 3  | 10 | 14 | -5   |
| Deportivo Alijilán  | 3     | 8    | 6  | 2  | 2  | 2  | 7  | 6  | 1    |
| Racing 250 (Belén)  | 1     | 6    | 6  | 1  | 3  | 2  | 10 | 11 | -1   |

## Segunda fase

### Cuadro de desarrollo
|  | Cuartos de final          | Cuartos de final          | Cuartos de final          | Cuartos de final          | Cuartos de final          |   |       | Semifinales       | Semifinales       | Semifinales       | Semifinales       | Semifinales       |  |   | Final                    | Final                    | Final                    | Final                    | Final                    |  |
|  | 30 de marzo al 7 de abril | 30 de marzo al 7 de abril | 30 de marzo al 7 de abril | 30 de marzo al 7 de abril | 30 de marzo al 7 de abril |   |       | 14 al 21 de abril | 14 al 21 de abril | 14 al 21 de abril | 14 al 21 de abril | 14 al 21 de abril |  |   | 28 de abril al 5 de mayo | 28 de abril al 5 de mayo | 28 de abril al 5 de mayo | 28 de abril al 5 de mayo | 28 de abril al 5 de mayo |  |
|  |                           |                           |                           |                           |                           |   |       |                   |                   |                   |                   |                   |  |   |                          |                          |                          |                          |                          |  |
|  |                           |                           |                           |                           |                           |   |       |                   |                   |                   |                   |                   |  |   |                          |                          |                          |                          |                          |  |
|  | 6                         | Unión Calchaquí           | 1                         | 1                         | 2 (5)                     |   |       |                   |                   |                   |                   |                   |  |   |                          |                          |                          |                          |                          |  |
|  | 6                         | Unión Calchaquí           | 1                         | 1                         | 2 (5)                     |   |       |                   |                   |                   |                   |                   |  |   |                          |                          |                          |                          |                          |  |
|  | 7                         | El Zonda                  | 2                         | 0                         | 2 (4)                     |   |       |                   |                   |                   |                   |                   |  |   |                          |                          |                          |                          |                          |  |
|  | 7                         | El Zonda                  | 2                         | 0                         | 2 (4)                     |   | 6     | Unión Calchaquí   | 2                 | 1                 | 3                 |                   |  |   |                          |                          |                          |                          |                          |  |
|  |                           |                           |                           |                           |                           |   | 6     | Unión Calchaquí   | 2                 | 1                 | 3                 |                   |  |   |                          |                          |                          |                          |                          |  |
|  |                           |                           | 5                         | Unión Sportiva (R)        | 2                         | 5 | 7     |                   |                   |                   |                   |                   |  |   |                          |                          |                          |                          |                          |  |
|  | 5                         | Unión Sportiva (R)        | 5                         | Unión Sportiva (R)        | 2                         | 5 | 7     | 1                 | 1                 | 2                 |                   |                   |  |   |                          |                          |                          |                          |                          |  |
|  | 5                         | Unión Sportiva (R)        |                           |                           |                           |   |       |                   |                   | 2                 |                   |                   |  |   |                          |                          |                          |                          |                          |  |
|  | 3                         | Juventud Unida (BdO)      | 1                         | 0                         | 1                         |   |       |                   |                   |                   |                   |                   |  |   |                          |                          |                          |                          |                          |  |
|  | 3                         | Juventud Unida (BdO)      | 1                         | 0                         | 1                         |   |       |                   |                   |                   |                   |                   |  | 5 | Unión Sportiva (R)       | 2                        | 0                        | 2 (5)                    |                          |  |
|  |                           |                           |                           |                           |                           |   |       |                   |                   |                   |                   |                   |  | 5 | Unión Sportiva (R)       | 2                        | 0                        | 2 (5)                    |                          |  |
|  |                           |                           | 1                         | Juventud Unida (T)        | 1                         | 1 | 2 (4) |                   |                   |                   |                   |                   |  |   |                          |                          |                          |                          |                          |  |
|  | 4                         | Tinogasta Central         | 1                         | Juventud Unida (T)        | 1                         | 1 | 2 (4) | 0                 | 7                 | 7                 |                   |                   |  |   |                          |                          |                          |                          |                          |  |
|  | 4                         | Tinogasta Central         |                           |                           |                           |   |       |                   |                   | 7                 |                   |                   |  |   |                          |                          |                          |                          |                          |  |
|  | 8                         | Deportivo Alijilán        | 0                         | 1                         | 1                         |   |       |                   |                   |                   |                   |                   |  |   |                          |                          |                          |                          |                          |  |
|  | 8                         | Deportivo Alijilán        | 0                         | 1                         | 1                         |   | 4     | Tinogasta Central | 2                 | 0                 | 2 (3)             |                   |  |   |                          |                          |                          |                          |                          |  |
|  |                           |                           |                           |                           |                           |   | 4     | Tinogasta Central | 2                 | 0                 | 2 (3)             |                   |  |   |                          |                          |                          |                          |                          |  |
|  |                           |                           | 1                         | Juventud Unida (T)        | 1                         | 1 | 2 (4) |                   |                   |                   |                   |                   |  |   |                          |                          |                          |                          |                          |  |
|  | 1                         | Juventud Unida (T)        | 1                         | Juventud Unida (T)        | 1                         | 1 | 2 (4) | 1                 | 3                 | 4 (4)             |                   |                   |  |   |                          |                          |                          |                          |                          |  |
|  | 1                         | Juventud Unida (T)        |                           |                           |                           |   |       |                   |                   | 4 (4)             |                   |                   |  |   |                          |                          |                          |                          |                          |  |
|  | 2                         | San Isidro (Loro Huasi)   | 2                         | 2                         | 4 (2)                     |   |       |                   |                   |                   |                   |                   |  |   |                          |                          |                          |                          |                          |  |
|  | 2                         | San Isidro (Loro Huasi)   | 2                         | 2                         | 4 (2)                     |   |       |                   |                   |                   |                   |                   |  |   |                          |                          |                          |                          |                          |  |
|  |                           |                           |                           |                           |                           |   |       |                   |                   |                   |                   |                   |  |   |                          |                          |                          |                          |                          |  |

### Cuartos de final
| Local - Vuelta       | Global        | Local - Ida             | Ida   | Vuelta |
| -------------------- | ------------- | ----------------------- | ----- | ------ |
| Unión Calchaquí (SM) | (5) 2 - 2 (4) | El Zonda (F)            | 1 - 2 | 1 - 0  |
| Unión Sportiva (R)   | 2 - 1         | Juventud Unida (BdO)    | 1 - 1 | 1 - 0  |
| Tinogasta Central    | 7 - 1         | Deportivo Alijilán      | 0 - 0 | 7 - 1  |
| Juventud Unida (T)   | (4) 4 - 4 (2) | San Isidro (Loro Huasi) | 1 - 2 | 3 - 2  |

### Semifinales
| Local - Vuelta     | Global        | Local - Ida          | Ida   | Vuelta |
| ------------------ | ------------- | -------------------- | ----- | ------ |
| Unión Sportiva (R) | 7 - 3         | Unión Calchaquí (SM) | 2 - 1 | 5 - 2  |
| Juventud Unida (T) | (4) 2 - 2 (3) | Tinogasta Central    | 1 - 2 | 1 - 0  |

### Final
| Local - Vuelta     | Global        | Local - Ida        | Ida   | Vuelta |
| ------------------ | ------------- | ------------------ | ----- | ------ |
| Juventud Unida (T) | (4) 2 - 2 (5) | Unión Sportiva (R) | 1 - 2 | 1 - 0  |

|                                |
| Club Unión Sportiva (Recreo)   |
| Campeón Torneo Provincial 2019 |

## Estadísticas

### Clasificación general
Las tablas de rendimiento no reflejan la clasificación final de los equipos, sino que muestran el rendimiento de los mismos atendiendo a la ronda final alcanzada.
Si en la segunda fase algún partido se define mediante tiros de penal, el resultado final del juego se considera empate.
El rendimiento corresponde a la proporción de puntos obtenidos sobre el total de puntos disputados.
| Pos. | Equipos                           | Gr. | Pts. | PJ | PG | PE | PP | GF | GC | Dif | Rend. |
| ---- | --------------------------------- | --- | ---- | -- | -- | -- | -- | -- | -- | --- | ----- |
| 1    | Unión Sportiva (Recreo)           | 3   | 22   | 12 | 6  | 4  | 2  | 20 | 12 | 8   | 61.1% |
| 2    | Juventud Unida (Tinogasta)        | 2   | 22   | 12 | 7  | 1  | 4  | 18 | 12 | 6   | 61.1% |
| 3    | Tinogasta Central                 | 2   | 18   | 10 | 5  | 3  | 2  | 25 | 13 | 13  | 60%   |
| 4    | Unión Calchaquí (Santa María)     | 1   | 15   | 10 | 4  | 3  | 3  | 14 | 16 | -2  | 50%   |
| 5    | San Isidro (Loro Huasi)           | 1   | 15   | 8  | 4  | 3  | 1  | 13 | 10 | 3   | 62.5% |
| 6    | Juventud Unida (Bañado de Ovanta) | 3   | 12   | 8  | 3  | 3  | 2  | 14 | 9  | 5   | 50%   |
| 7    | El Zonda (Fiambalá)               | 2   | 12   | 8  | 4  | 0  | 4  | 12 | 16 | -4  | 50%   |
| 8    | Deportivo Alijilán                | 3   | 9    | 8  | 2  | 3  | 3  | 8  | 13 | -5  | 37.5% |
| 9    | Racing 250 (Belén)                | 1   | 6    | 6  | 1  | 3  | 2  | 10 | 11 | -1  | 33.3% |
| 10   | San Lorenzo de Recreo             | 3   | 3    | 6  | 1  | 0  | 5  | 4  | 14 | -10 | 16.7% |
| 11   | Tiro Federal de Belén             | 1   | 2    | 6  | 0  | 2  | 4  | 5  | 9  | -4  | 11.1% |
| 12   | Talleres (Fiambalá)               | 2   | 1    | 6  | 0  | 1  | 5  | 12 | 19 | -7  | 5.6%  |